# 肱二头肌腱膜
肱二头肌腱膜（Bicipital aponeurosis）是上肢的深筋膜，由臂筋膜延续而成，向下续于前臂筋膜。肱二头肌腱膜位于肘窝，分隔肘窝的深层和浅层结构。
肱二头肌腱与腱膜的交角处是触及肱动脉搏动和测量血压的听诊部位。

## 结构
肱二头肌腱膜起自肱二头肌的远端附着点并插入前臂的深筋膜。 肱二头肌腱膜位于肱二头肌腱附着的桡骨粗隆内侧。 它加强了肘窝并帮助保护在其下方走行的肱动脉和正中神经。

### 变异
约有3%的个体有一根浅尺动脉表浅地位于肱二头肌腱膜之上，而不是其下。这些个体在进行静脉穿刺时，有意外损伤尺动脉的风险。

## 临床意义
在外科手术中，肱二头肌腱膜通常被认为可以被安全地移除而不产生任何功能后果。
由于正中神经位于肱二头肌腱膜的下方，肱二头肌腱膜是肘部手术中寻找正中神经的标记。同时肱二头肌腱膜的增厚也带来卡压正中神经的风险。
肱二头肌腱膜被覆于肱动脉和正中神经的浅层，但深于肘正中静脉。在静脉采血时起重要的保护作用。肱二头肌腱膜是在行筋膜切开术治疗前臂和肘部急性骨筋膜室综合征期间必须切开的一种结构。